# Buvignieria
Buvignieria is een geslacht van uitgestorven weekdieren uit de klasse van de Gastropoda (slakken).

## Soorten
- Buvignieria acuticarina (Blake, 1880) †
- Buvignieria bandeli Kaim, 2004 †
- Buvignieria berwaldi Kiel, 2006 †
- Buvignieria calloviana Gründel, 1998 †
- Buvignieria choroshovensis Gerasimov, 1992 †
- Buvignieria nerskajaensis Gerasimov, 1992 †
- Buvignieria piserai Kaim, 2004 †
- Buvignieria schroederi Kaim, 2004 †
- Buvignieria studenckae Kaim, 2004 †
- Buvignieria unicarina (Buvignier, 1843) †